# Hypolimnas horina
Hypolimnas horina är en fjärilsart som beskrevs av Tanaka 1941. Hypolimnas horina ingår i släktet Hypolimnas och familjen praktfjärilar. Inga underarter finns listade i Catalogue of Life.